# Urlauchert
Mit dem Begriff Urlauchert werden mehrere geologische Zustände in der Urgeschichte des Landschafts- und Flusssystems der Lauchert bezeichnet. Die Lauchert ist heute ein kleiner Fluss auf der Mittleren Schwäbischen Alb. Nach langen Prozessen der Verwitterung, massiver Abtragungen, Sedimentation, tektonischen Bewegungen und ersten Verkarstungen sind aber die Flusslandschaften und Landoberflächen einer Urlauchert nahezu verloren.

## Rare Geoarchive
Nur für die letzten 5,3 Millionen Jahre (Ma), das heißt, für das Pliozän und das nachfolgende Quartär gibt es ausreichend Geoarchive, mit deren Hilfe eine relativ lückenlose Darstellung dieses Teils der Flussgeschichte der Lauchert möglich ist. Die frühe Flussgeschichte muss aus wenigen noch interpretierbaren Relikten rekonstruiert werden. Die Geologie geht davon aus, dass eine Urlauchert einer von wenigen großen nach Süden gerichteten Entwässerungssträngen Südwestdeutschlands war. Heute ist die Lauchert nur noch ein recht kleiner Fluss, der von geologischen und hydrogeologischen Phänomenen in seiner (oberirdischen) Existenz bedroht wird.

### Eozän und Oligozän (≈ 65 bis 24 Ma)

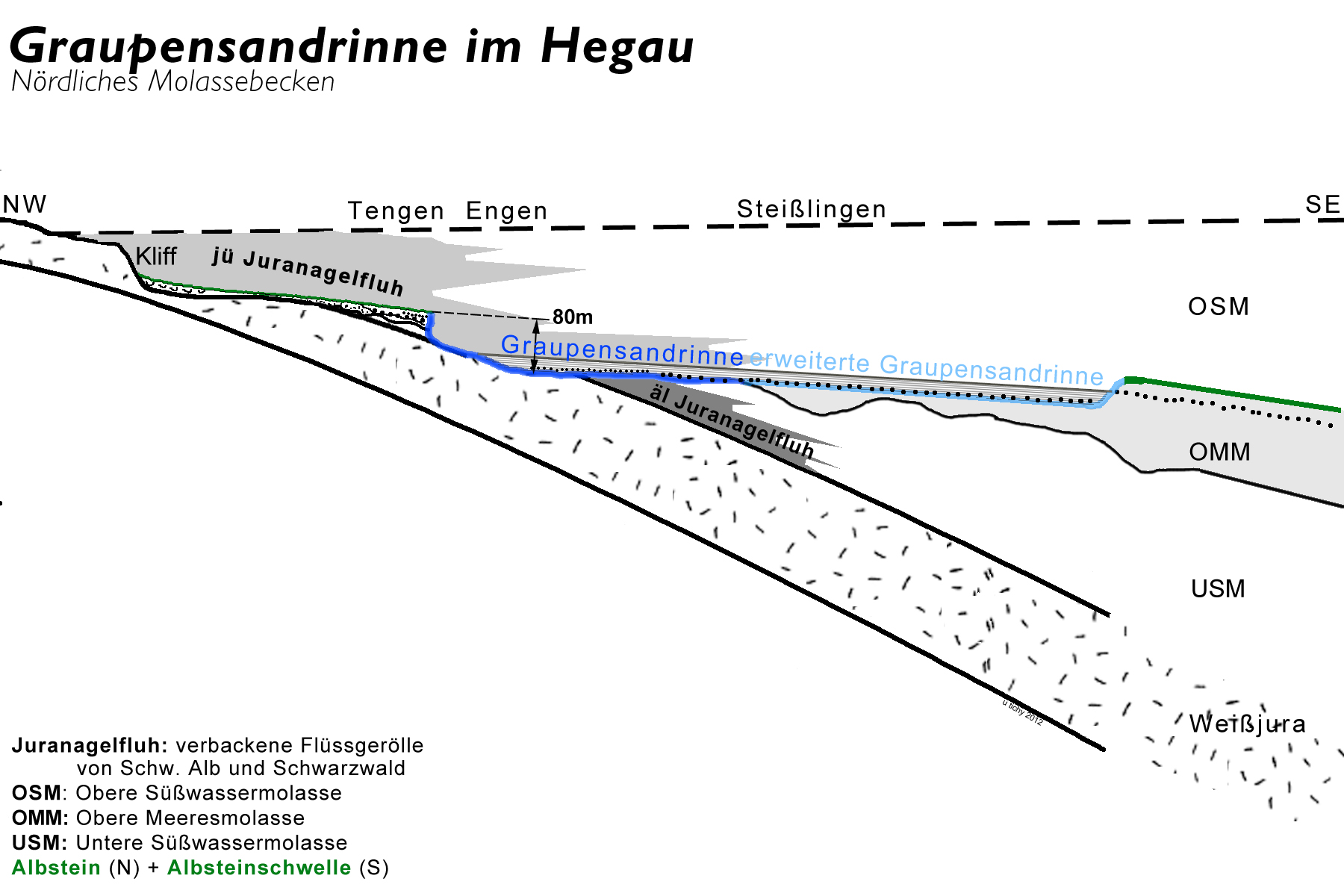
Geologischer Schnitt durch den Hegau

Die Voraussetzungen für die Entstehung einer Urlauchert wurden in den känozoischen Epochen (Erdneuzeit: Tertiär und Quartär) durch die Bildung des Oberrheingrabens (≈50 Ma) und der Alpen (alpidische Orogenese und Vorland-Senkung des Molassebeckens, ≈30 Ma) geschaffen. Dadurch entstanden die beiden großen, die Geologie Südwestdeutschlands prägenden Beckenlandschaften.
Im Molassebecken wechselten sich Meereseinbrüche und Verlandungsphasen mehrfach ab. Es gibt dort daher sowohl Meeresablagerungen (Untere Meeresmolasse, UMM; Obere Meeresmolasse, OMM) als auch Süßwassersedimente (Untere Süßwassermolasse, USM; Obere Süßwassermolasse, OMM).
Am Nordrand des Molassebeckens, vor allem im Hegau, verzahnt sich die Randfazies, fluviatile Kalkstein-Gerölle, zurückgehend auf die Aufarbeitung des Weißen Jura der Schwäbischen Alb, mit der Beckenfazies der USM. Diese geröllführenden Sedimente weit über den Neckar hinaus entwässernder vor-miozäner Urflüsse sind nachträglich mit kalkigem Bindemittel „verkittet“ worden und werden heute als „Ältere Jura-Nagelfluh“ bezeichnet.

### Miozän (≈24 bis 5,3 Ma) Spuren alter Flusssysteme
Mindestens bis zu Beginn des Ober-Miozän war Südwestdeutschland noch ein extremes Flachrelief (100-250 m über NN, heute:560-1000 m). Der Albtrauf als Nordkante tektonisch angehobener Juraschichten und das Südwestdeutsche Schichtstufenland waren noch nicht ausgebildet. Die Juraschichten reichten noch weit über den heutigen Albtrauf nach Norden hinaus.
Große Flüsse in breiten, flachen Rinnen mäandernd, entwässerten mit geringem Gefälle noch weit über das heutige Neckargebiet hinaus. Die Juratafel war noch kaum zertalt. In diesem miozänen Milieu hat sich wahrscheinlich die Urlauchert entwickelt.
Nach dem letzten Zurückweichen des Flachmeeres aus dem Molassebecken (≈ 20 Ma) entwickelte sich im Nordteil die als Geoarchiv nachgewiesene so genannte „Graupensandrinne“, die noch von Ost nach West in die Westschweiz entwässerte. Nach deren Zuschüttung am Ende der Molasse-Sedimentation (≈ 11-10 Ma) entwickelte sich allmählich die Urdonau und bildete, etwa bis 8 Ma, ein fast ganz Südwestdeutschland und die Schweiz umfassendes Flusssystem (das noch kleine Flusssystem des Oberrheingrabens ausgenommen). Die Urlauchert wird sehr wahrscheinlich in beide Entwässerungsstränge, Graupensandrinne und Urdonau, gemündet haben.
In einer zweiten großen tektonischen Phase ab dem Ober-Miozän hob sich die Juratafel und kippte nach SE. In diesem Erdzeitabschnitt vertiefte sich der Oberrheingraben und in ihm entwickelte sich ein Ur-Rhein, dessen Einzugsgebiet anfangs noch gering war. Die neue, tiefere Erosionsbasis griff aber durch kräftigere rückschreitende Erosion der Rheintributäre das nach S gerichtete Entwässerungssystem der Juratafel unablässig an. Das veränderte die Verhältnisse in Südwestdeutschland grundlegend. Der rasch wachsende Rhein machte sich z. B. eine mächtige nach Süden fließende Urlone tributär, d. h., er drehte vor der Juratafel die Fließrichtung um! Die Urlone wurde schließlich am Albtrauf bei Geislingen an der Steige geköpft (Strunkpass). Heute ist die Lone ein auf der Mittleren Schwäbischen Alb in Lonsee entspringender, extrem verkarsteter, streckenweise trockenfallener, kleiner Bach.

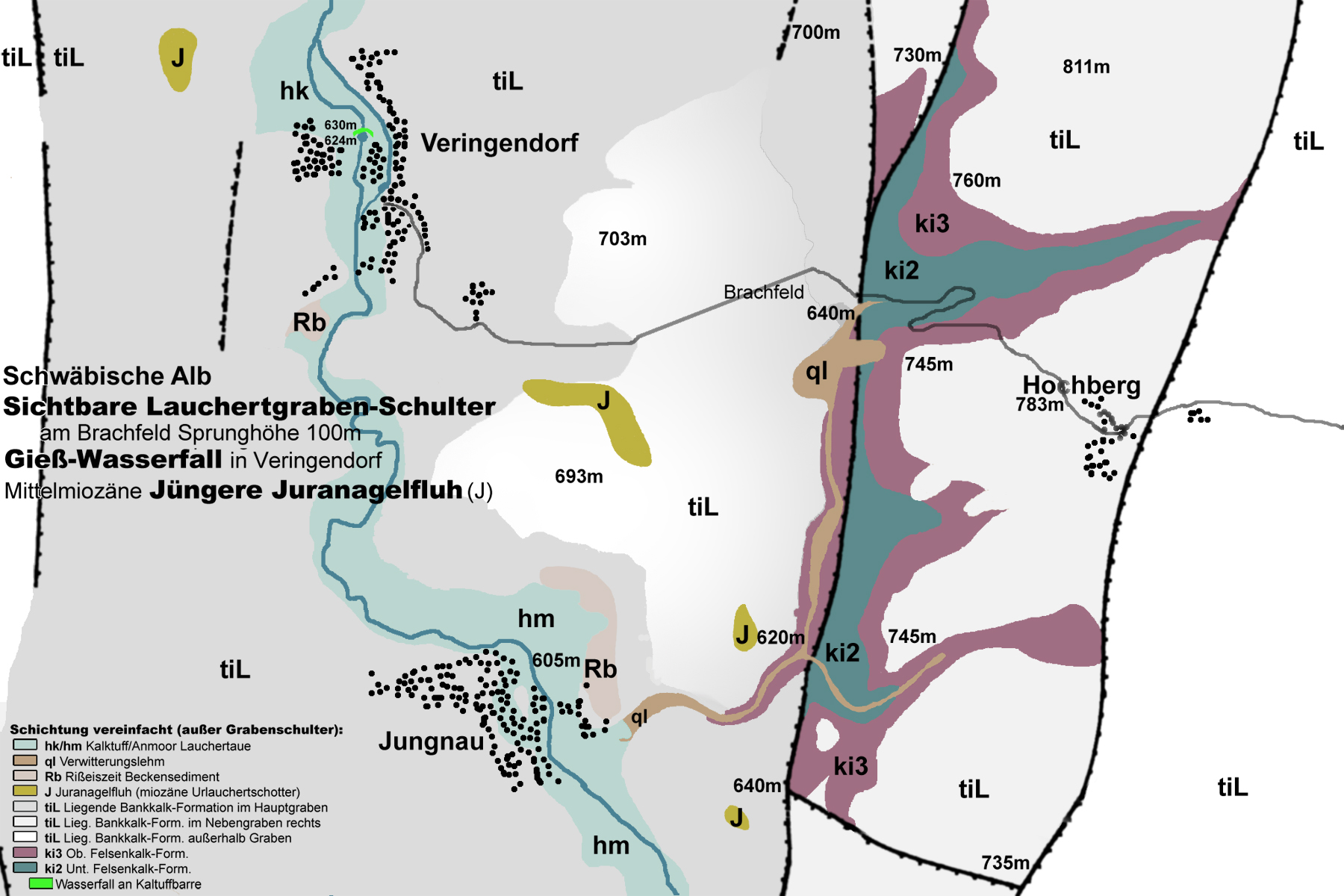
Jüngere Jura-Nagelfluh beidseitig der Lauchert. Im Lauchertgraben auch mit verworfen

Restflächen fluviatiler Schotterstränge beidseitig der großen Urflüsse Urlauchert und Urlone sind bis heute als „Jüngere Jura-Nagelfluh“ erhalten und belegt. W und E der Lauchert bei Veringendorf (Veringenstadt) ist an 5 Stellen Jüngere Jura-Nagelfluh belegt, 9 km E von der Lauchert auch auf größeren Flächen um Inneringen (Hettingen) und Emerfeld (Langenenslingen).
Nachdem die Graupensandrinne zugeschüttet und die Molassesedimentation beendet war, waren die Unterläufe der von Norden kommenden großen Flüsse durch gewaltige Schuttmassen (überwiegend OSM aus dem S) plombiert. Durch massive Abtragung im weiteren Verlauf vom Ober-Miozän bis Unter-Pliozän wurden die tertiäre OSM und auch jurassische Schichten unterschiedlich stark wieder abgeräumt. Heute sind nur noch einige wenige Reste tertiärer Decken am südlichen Albrand verblieben. Die erste Eintiefung begann.
Im Ober-Miozän und weit bis ins Mittel-Pliozän (≈3,5 Ma) waren die Urflüsse, die Südwestdeutschland von Norden her entwässerten: Feldberg-Donau, Brigach und Breg, Urprim (Prim), Urschmeie (Schmeie), Urlauchert, Urlauter (Lauter), Urlone (Lone), Urbrenz (Brenz).

## Ober-Miozän (ab ≈11 Ma): Spuren einer ersten Verkarstungsphase
Die Entwicklung der Flussgeschichte von Urlauchert und Lauchert ist von der Entwicklung der Verkarstung und der Weitung von Klüften und Höhlen, nicht zu trennen. Bei der Neuvermessung (2005/6) einer Reihe von heute überwucherten Bohnerzgruben der Burghalde, einem Zeugenberg auf der Mittleren Schwäbischen Alb südlich von Salmendingen wurden höhlentypische Sedimente, Tropfsteinbildungen und Wandversinterungen vorgefunden. Durch diese Befunde angeregt, wurden zahlreiche (Groß-)Säugetier-Faunareste, die in der Zeit der letzten Bohnerzschürfungen um 1900 gesammelt und bewahrt worden waren, erneut paläontologisch klassifiziert. Die Taxa konnten Faunenarten zugeordnet werden, die zwischen Unter- bis Ober-Miozän jeweils zeitweise hier verbreitet waren. Zeit-Überschneidungen im „MN 9“ („European Land Mammal Mega-Zone“) erlauben es, die Grubenoberflächen und die Hintereinanderreihungen der Bohnerzgruben als Höhlenruinen eines „post-ober-miozänen Reliefs“ (also als prädanubisch) zu interpretieren. So gelang für die Schwäbische Alb erstmals der Nachweis einer Verkarstungsphase, die auf die miozäne Urlauchert bezogen werden kann.

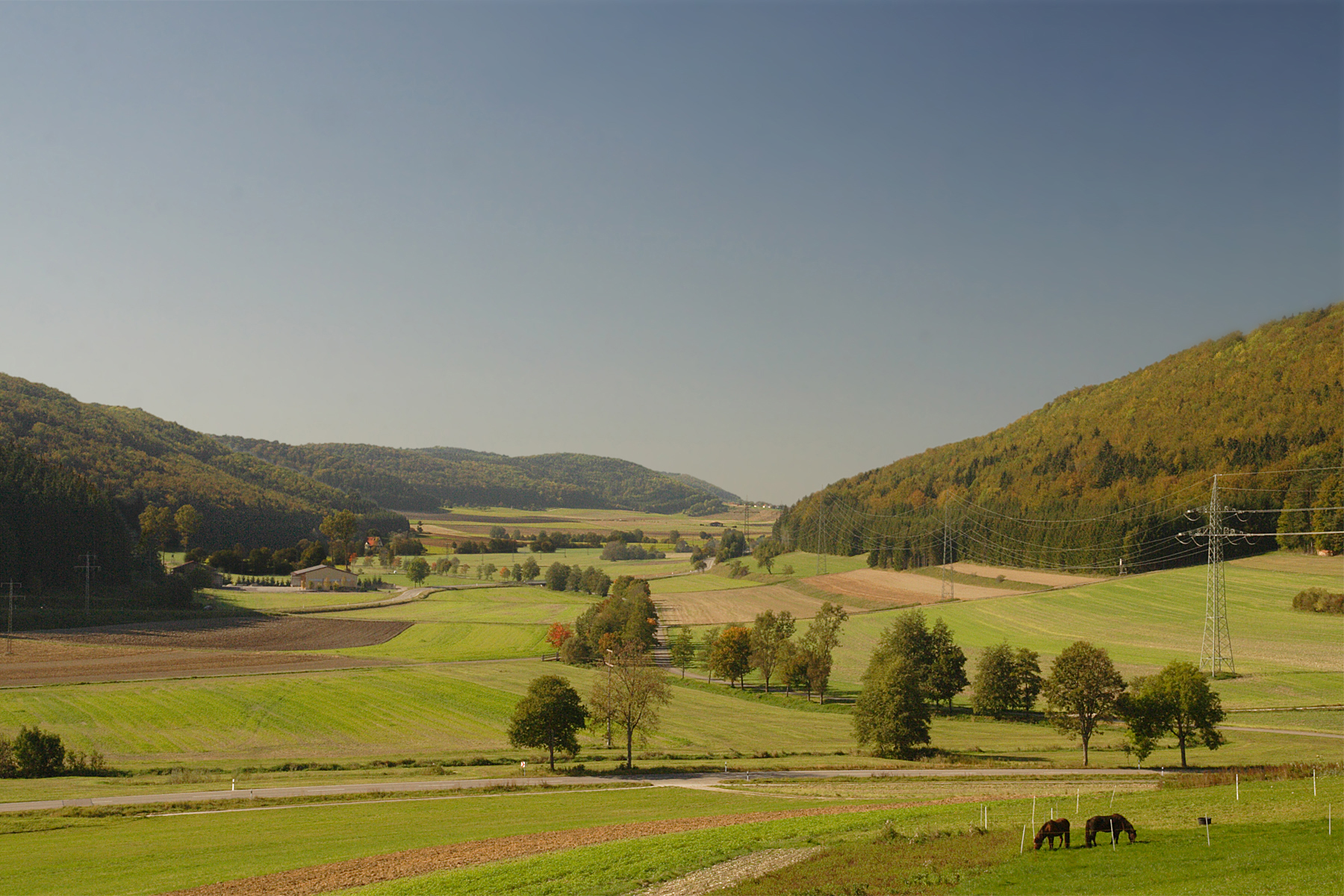
Breites Tal einer Urlauchert? Oberste Lauchert, sehr klein, oft trockengefallen

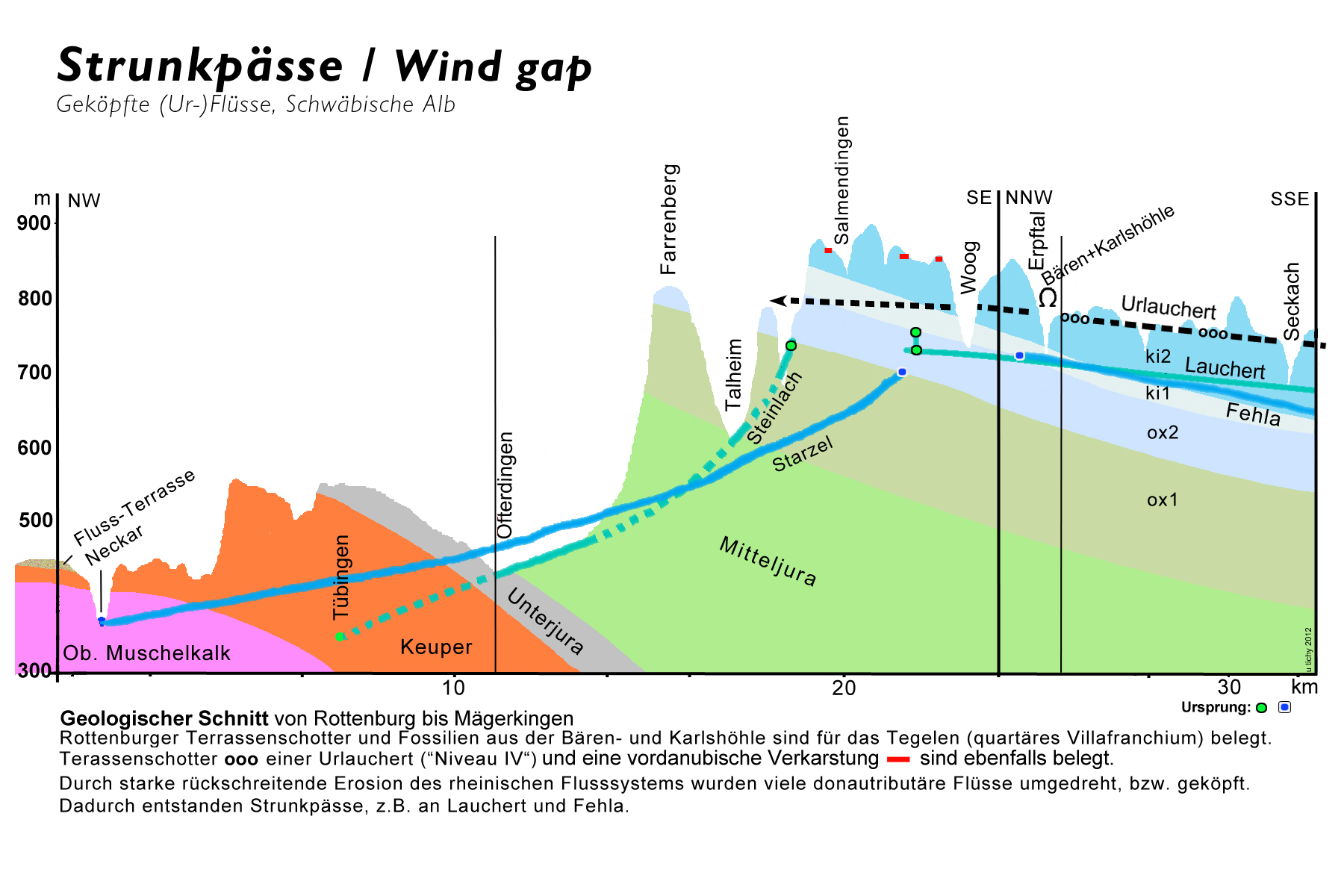
West-Ost-Längsprofil von Rottenburg am Neckar bis Mägerkingen; Belege für ehemals große Albflüsse.

Auffällig ist die mit bis zu 1,5 km sehr breite Talmulde der Obersten Lauchert vom Albtrauf bis zur Erpfmündung, wo das kleine Lauchert-Rinnsal gerade mal bis zu drei Meter breit ist. Es kann vermutet werden, dass dies das Tal einer Urlauchert des „Fluss-Niveaus IV“ ist, das heute am Albtrauf in Richtung Nordwest in der Luft ausstreicht – „geköpft“ wurde, das heißt, das Tal bildet einen Strunkpass. Empirisch belegt ist das Phänomen Strunkpass in der Literatur zur Schwäbischen Alb für die Fehla, die von der rheinischen Starzel westlich von Burladingen geköpft wurde. Offensichtlich gab es eine höher liegende und weiter nördlich reichende Urfehla. Ältestpleistozäne (Tegelen) Neckar-Terrassenschotter nahe der Starzel-Mündung sind belegt. Ufrecht bringt die Urfehla plausibel mit gleich alten Faunafossilien der Karls- und Bärenhöhle in Verbindung. Für ihn ist das breite Oberste Laucherttal und die Anzapfung durch die Steinlach und der ohnehin belegte Zusammenhang von Bären- und Karlshöhle mit der Lauchert naheliegend.
Die Nordfortsetzung einer Urlauchert oberhalb der heutigen Erpfmündung ist noch nicht ausreichend wissenschaftlich belegt (Stand: 2011). Daher gilt auch noch die ebenso unsichere Interpretation, dass Morphologie, alte Erpf-Flussterrassen und die Bären- und Karlshöhle als pliozäne Geoarchive einer alten, noch nicht trockengefallenen Urerpf die Nordfortsetzung der Lauchert sei.
Im Übrigen sind das miozäne und frühpliozäne Relief des Juraplateaus, einschließlich des Urlauchert-Reliefs, völlig abgetragen und daher geologisch bis heute nicht zuverlässig rekonstruierbar.